# Phryxe vaga
Phryxe vaga là một loài ruồi trong họ Tachinidae.